# جيمي آدم (لاعب كرة قدم)
جيمي آدم (بالإنجليزية: Jimmy Adam)‏ هو لاعب كرة قدم بريطاني، ولد في 22 أبريل 1931 في بيزلي في المملكة المتحدة. لعب مع نادي مانسفيلد تاون.